# Belgiens Billie Jean King Cup-lag
Belgiens Billie Jean King Cup-lag representerar Belgien i tennisturneringen Billie Jean King Cup, och kontrolleras av Belgiens tennisförbund.

## Historik
Belgien deltog första gången premiäråret 1963. Laget vann turneringen 2001, då både Kim Clijsters och Justine Henin vann sina singlar i finalen mot Ryssland i Madrid. Belgien spelade även final 2006, men förlorade.